# Lista de membros da Royal Society eleitos em 1668
Esta é uma lista de Membros da Royal Society eleitos em seu nono ano, 1668.

## Fellows
- Thomas Allen (m. 1684)
- Arthur Annesley (1614-1686)
- James Arderne (1636-1691)
- Sir John Banks (1627-1699)
- Edward Brown (1644-1708)
- Edward Chamberlayne (1616-1703)
- Thomas Colepeper (1637-1708)
- John Colwall (1664-1679)
- Edward Conway (1623-1683)
- Peter Courthope (1655-1685)
- António Álvares da Cunha, Senhor de Tábua (1626-1690)
- Sir Maurice Eustace (m. 1703)
- Daniel Finch (1647-1730)
- Thomas Flatman (1637-1688)
- (desconhecido) Flower (n. 1668)
- James Gregory (1638-1675)
- Sir Erasmus Harby (1628-1674)
- Charles Hotham (1615-1674)
- Edward Howard (1668-1706)
- William Le Hunt (1668-1682)
- John Locke (1632-1704)
- Sir Kingsmill Lucy (1649-1678)
- Esay Ward (1629-1674)
- William Wentworth, 2nd Earl of Strafford (1626-1695)
- Benjamin Woodroffe (1638-1711)